# Dolmen de la Cabana Arqueta
Le dolmen de la Cabana Arqueta est un dolmen situé à Espolla, dans le nord-est de la Catalogne, en Espagne.

## Présentation
Construit entre 2700 et 2500 av. J.-C., il est ouvert au sud-est, il fait 2,50 m de large et 2 m de haut.